# Jean-Baptiste Martin Moreau
Pour les personnes ayant le même patronyme, voir Moreau.
Jean-Baptiste Martin Moreau est un homme politique français né le 21 novembre 1791 à Château-Landon (Seine-et-Marne) et décédé le 21 décembre 1873 à Paris.
Notaire à Paris, il est maire du 7e arrondissement en 1832 et député de la Seine de 1835 à 1851, siégeant au centre gauche sous la Monarchie de Juillet, puis à droite sous la Deuxième République. Candidat officiel en 1852, il est battu par le candidat d'opposition, Hippolyte Carnot.

## Sources
- « Jean-Baptiste Martin Moreau », dans Adolphe Robert et Gaston Cougny, Dictionnaire des parlementaires français, Edgar Bourloton, 1889-1891 [détail de l’édition]